# Deudorix penningtoni
Espèce
Deudorix penningtoni  est une espèce de papillons de la famille des Lycaenidae.

## Répartition
Ce papillon se rencontre du nord du KwaZulu-Natal et du sud du Mpumalanga le long des contreforts de Lubombo jusqu'à la partie sud du Limpopo.[réf. nécessaire]

## Description
L'envergure est de 20 à 23 mm pour les mâles et de 20 à 26 mm pour les femelles. Les adultes volent toute l'année avec un pic de septembre à octobre dans la majeure partie de l'aire de répartition. Dans le Limpopo, il existe une génération principale avec des adultes en vol d'avril à juin.
Les larves se nourrissent d’Acacia caffra et d’Acacia burkei, provoquant des galles sur les tiges des rameaux.

## Classification
Le nom valide complet (avec auteur) de ce taxon est Deudorix penningtoni van Son (d), 1949.
Deudorix penningtoni a pour synonyme :
- Virachola penningtoni (van Son, 1949)